# Ayça Varlier
Ayça Varlier, född 22 juni 1977 i Ankara, är en turkisk skådespelare. Hon medverkar i tv-serien "Gümüş".

## Filmografi

### TV-serier
- 2005: Gümüş (Pinar)
- 2004: Karim ve annem (Doktor Buket)

### Filmer
- 2005: O simdi mahkum (Evrim)
- 2005: Anlat Istanbul (Kül Kedisi)